# Гуржий, Фёдор Михайлович
Фёдор Михайлович Гуржий (21 апреля 1910 — 10 августа 1991) — передовик советского сельского хозяйства, старший птицевод колхоза «Маяк» Черкасского района Черкасской области, Герой Социалистического Труда (1966).

## Биография
Родился в 1910 году в селе Худяки ныне Черкасского района Черкасской области Республики Украина в семье украинского крестьянина. Окончил обучение в сельской школе. Участник Великой Отечественной войны.
С 1944 по 1974 годы работал в колхозе имени Сталина (с февраля 1962 года - колхоз "Маяк") Черкасского района Черкасской области Украинской ССР. С 1955 по 1974 годы трудился в должности старшего птицевода.
За достигнутые успехи в развитии животноводства, увеличении производства и заготовок мяса, молока, яиц, шерсти и другой продукции, Указом Президиума Верховного Совета СССР от 22 марта 1966 года Фёдору Михайловичу Гуржию было присвоено звание Героя Социалистического Труда с вручением ордена Ленина и золотой медали «Серп и Молот».
В дальнейшем продолжал трудовую деятельность. Являлся делегатом XXIII съезда Коммунистической партии Украины. Избирался членом Черкасского районного комитета КП Украины. 
Проживал в родном селе. Умер 10 августа 1991 года. Похоронен на сельском кладбище в селе Худяки.

## Награды
За трудовые и боевые успехи удостоен:
- золотая звезда «Серп и Молот» (22.03.1966),
- два ордена Ленина (26.02.1958, 22.03.1966),
- Орден Отечественной войны II степени (11.03.1985),
- другие медали.